# Валонский деспотат
Валонский деспотат (болг. Валонското деспотство), Деспотат Валона и Канина или Валонское княжество (серб. Валонска кнежевина) — средневековое государственное образование, существовавшее в XIV—XV веках примерно на территории современных албанских областей Влёра, Фиери и Берат.

## История
В начале XIV века город Валона принадлежал Византии. В 1340-х годах, воспользовавшись гражданской войной в Византии, сербский правитель Стефан Урош IV Душан захватил этот регион и поставил управлять им своего шурина (брата жены Елены) Ивана Асеня, брата болгарского царя Ивана Александра, и даровал ему титул «деспота».
Чтобы упрочить свой контроль над территорией, Иван стал позиционировать себя как преемника эпирских деспотов. Около 1350 года он женился на Анне Палеолог, вдове эпирского деспота Иоанна II Орсини, ввёл при дворе византийский этикет и подписывал документы своим именем на греческом языке. После смерти Стефана Уроша Душана в 1355 году Иван Комнин Асень стал вести себя как независимый правитель.
Иван умер предположительно от чумы в 1363 году, и после него до 1372 года правил Александр Комнин Асень, сын Ивана от первого брака. В 1372 году дочь Ивана,  Ксения, вышла замуж за Балшу II из династии Балшичей, и принесла ему в качестве приданого Валону, Канину, Берат и Химару; при этом многие жители Валоны бежали на остров Сазани и попросили защиты у Венеции. Балша II боролся за власть над Албанским княжеством с Карлом Топией, который обратился за помощью к туркам-османам. В 1385 году Балша II погиб в битве при Савре, а его вдова получила обратно территорию, которая была её приданым (только потеряв Берат) и правила ею вместе со своей дочерью Руджиной.
Чтобы получить помощь против турок, вдова Балши предложила в 1386 году передать Венеции Валону, но венецианцы отказались, так как город был беззащитен с суши. После победы османов в косовской битве ситуация для мелких балканских властителей стала ещё более опасной, и вдова вновь и вновь обращалась за помощью к Венеции (вновь и вновь получая отказы). После её смерти в 1396 году княжеством правила её дочь Руджина, которая в 1391 году вышла замуж за Мркшу Жарковича. Мркша и Руджина также постоянно обращались за помощью к Венеции перед лицом растущей османской угрозы, и также постоянно получали отказы. После смерти Мркши в 1415 году Руджина осталась во главе княжества одна, и в 1417 году оно было захвачено османами.

## Валонские правители
- 1346–1363 - Иван Комнин Асень
- 1363–1372 - Александр Комнин Асень
- 1372–1385 - Балша
- 1385–1396 - Ксения Комнина
- 1396–1414 -  Руджина Жаркович
- 1414–1417 - Мркша Жаркович